# ベイフードサービス
株式会社ベイフードサービスは、千葉県浦安市舞浜にあるオリエンタルランドグループ（京成電鉄グループ）の企業の一つである。

## 沿革
- 1998年6月15日　オリエンタルランドの100%出資子会社として設立

## 事業内容
- 東京ディズニーリゾートのバックステージにある従業員食堂4店舗の経営。
- ローソンのチェーン店の一つである「舞浜bfs店」をワードローブビル別館にて経営。
- デイリーヤマザキのチェーン店の一つである「舞浜bfs店」をワードローブビルにて経営。